# Wiaczesław Rybakow
Wiaczesław Michajłowicz Rybakow (ur. 19 stycznia 1954 w Leningradzie) – rosyjski pisarz science fiction, historyk, sinolog, tłumacz.
W 1987 r. otrzymał nagrodę państwową Rosyjskiej Federacyjnej Socjalistycznej Republiki Radzieckiej za twórczość literacką.
Na język polski przekładany przez Eugeniusza Dębskiego.